# Savska Opatovina
Savska Opatovina je naselje u zapadnome dijelu Grada Zagreba u sklopu gradske četvrti Stenjevec. Na jugu graniči sa Savom, na sjeveru sa Zagrebačkom/Ljubljanskom avenijom (poveznicom na A1), odnosno sa Španskom i Jankomirom, na istoku s Prečkom, a na zapadu s Lučkom.
Toponim se povezuje sa srednjovjekovnim cistercitskim samostanom, za koji se početkom 14. st. spominje lokacija na otočiću u Savu (moguće Otoku svetog Jakova), no na području naselja nisu provedena arheološka iskapanja koja bi to mogla potvrditi. Također, etimologija naziva možda potječe od posjeda susedgradskoga vlastelinstva.
Raniji idiom stanovnika naselja pokazuje podrijetlo iz nekajkavskih područja.
U naselju se nalazi i gradski vrt.